# شمش‌سازان
شمش‌سازان (لهستانی: Bulionerzy) یک مجموعهٔ تلویزیونی کمدی لهستانی است که در سال ۲۰۰۴ منتشر شد.

## گزیدهٔ بازیگران

### اصلی
- پیوتر اسکارگا
- لوتسینا مالتس
- کاتاژینا آنکودوویچ
- ماریان اوپانیا
- استانیسواوا تسلینسکا
- پشمیسواف سادوفسکی
- کاتاژینا اسکژینتسکا
- کشیشتف استلماژیک
- ایزابلا دونبروفسکا
- توماش کارولاک
- یوآنا کوروفسکا
- کشیشتف یانچار
- آنتونینا گیریچ
- سیلویا یوشچاک-کراوچیک
- اِوا وِنتسل
- ویتولد ویلینسکی
- سیلوستر ماچیفسکی
- امیلیان کامینسکی

### میهمان
- داریوش بیسکوپسکی
- رومن بوگای
- ماگدالنا گناتوفسکا
- ماچئی کوزووفسکی
- ماوگوژاتا لیپمان
- دانیل اولبریخسکی
- مارتا دامبروفسکا
- آگنیشکا پِشِـپیورسکا
- ماچئی دامینتسکی
- آرتور یانوشاک
- وویچیخ چروینسکی
- آرکادیوش یانیچک
- کریستینا رودکوفسکا-اوله‌ویچ
- آندژی گائوا
- آندژی نیمیرسکی
- فیلیپ ووبوجینسکی